# Guadalfeo
Le Guadalfeo est un fleuve de la province de Grenade, en Andalousie.

## Géographie
Il est long de soixante-et-onze kilomètres. Sa source se trouve près de Bérchules, et il se jette dans la Méditerranée entre Salobreña et Motril.
Son régime est nivo-pluvial ou torrentiel.
Ses principaux affluents sont, d'amont en aval :
- le Torvizcón (es)[n 2] (7,5 km) ;

- le Trévélez (es)[n 3] (33 km) :
  - le Poqueira (es) (affluent du Trevélez, 17,2 km) ;

- le Chico (es)[n 4],[n 5] (14,9 km) ;

- le Dúrcal[n 6], qui devient l'Ízbor en aval de la confluence avec l'Albuñuelas près de Restábal (es) sur El Valle[n 7] (38,5 km) ; le réservoir de Béznar (es) est sur l'Izbor ;
  - l'Albuñuelas (es) (affluent du Dúrcal[n 8], 15 km) ;
  - le Torrente (es) (affluent de l'Izbor[n 9], 15,5 km) ;
  - le Lanjarón (es) (affluent de l'Izbor[n 10], 21 km)

- la Toba (es), conflue sur Vélez de Benaudalla immédiatement en amont du cañon du Guadalfeo[n 11] (15 km)

- l'Ítrabo (es), conflue sur Salobreña à moins de 3 km de l'embouchure du Guadalfeo[n 12] (13,2 km)

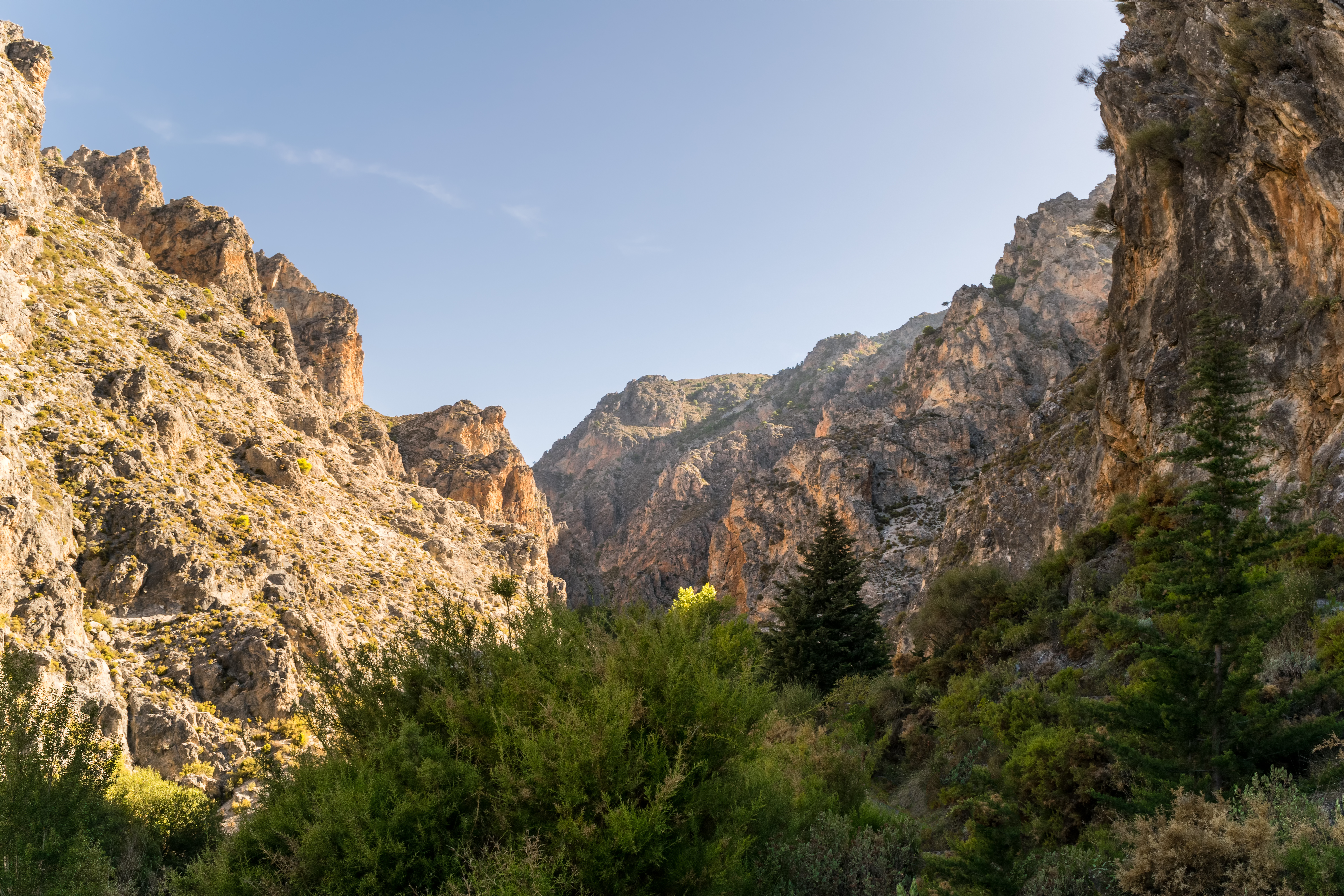
Vallée du Dúrcal, environ 2 km en amont de la ville de Dúrcal
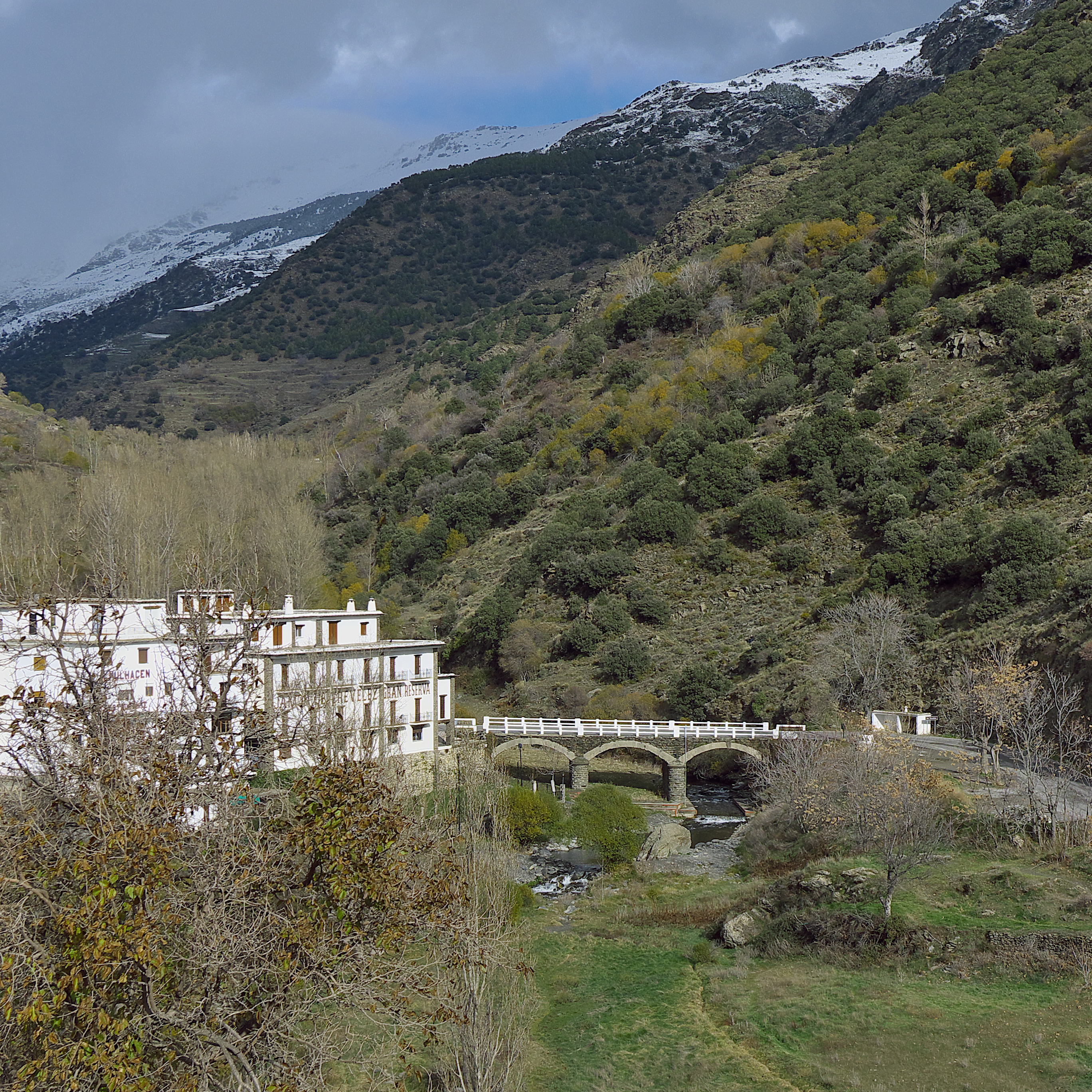
Le Trevélez (es) à Trevélez
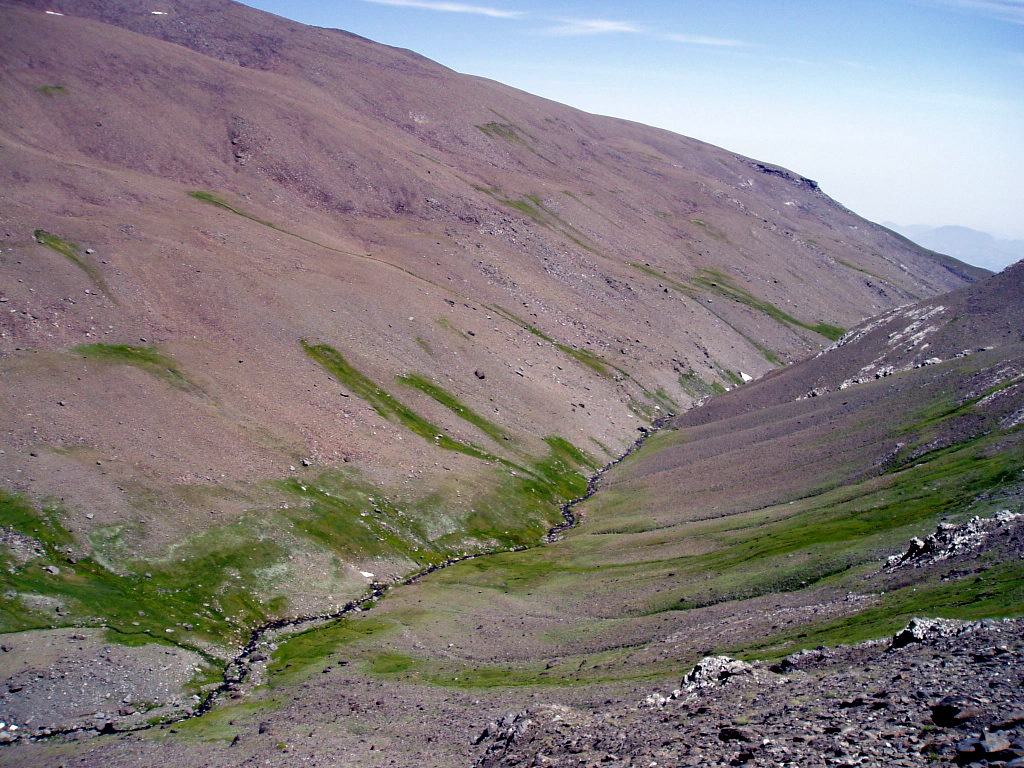
Les débuts du Lanjarón (es)
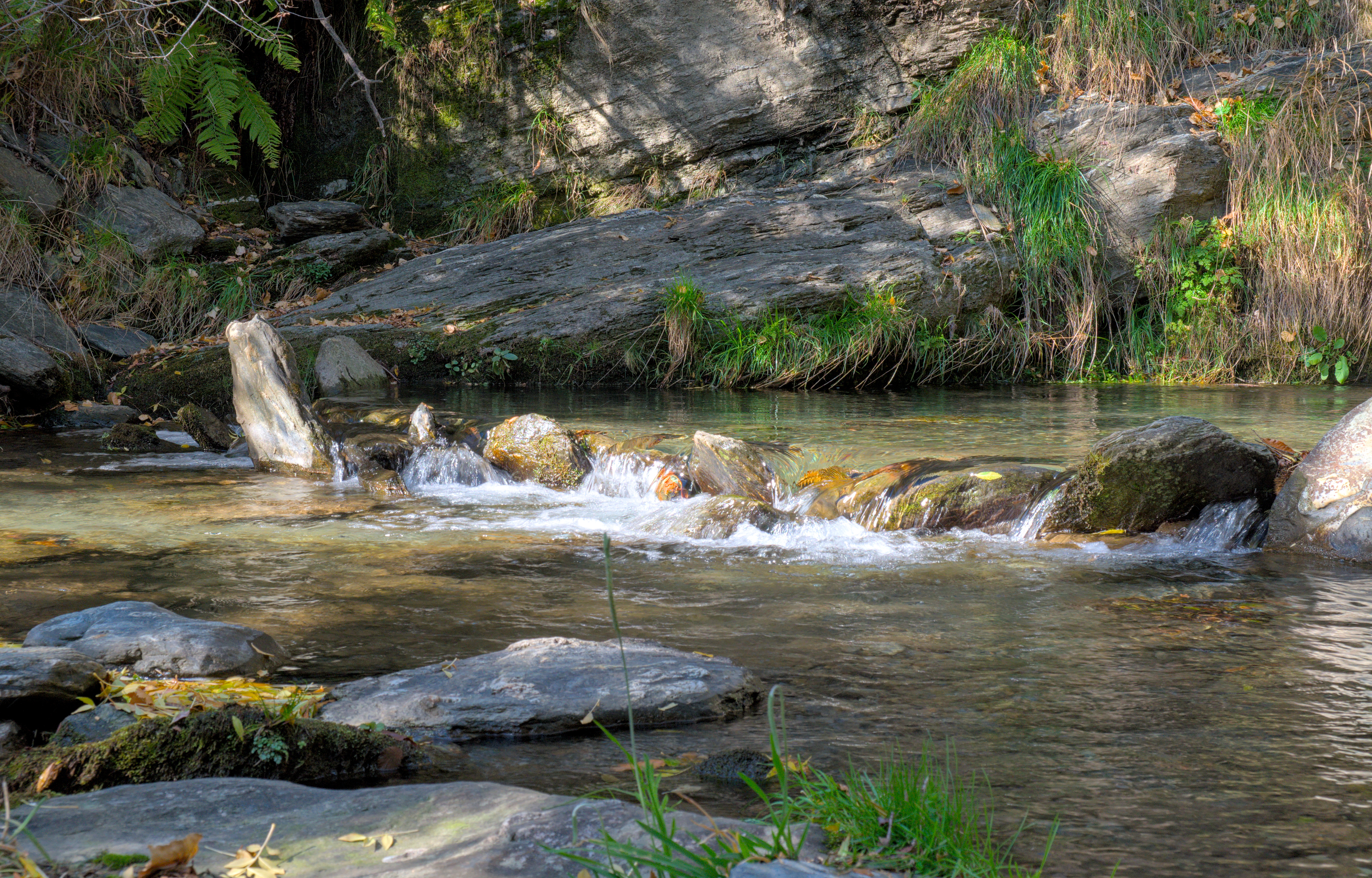
Le Lanjarón près du refuge de Tello
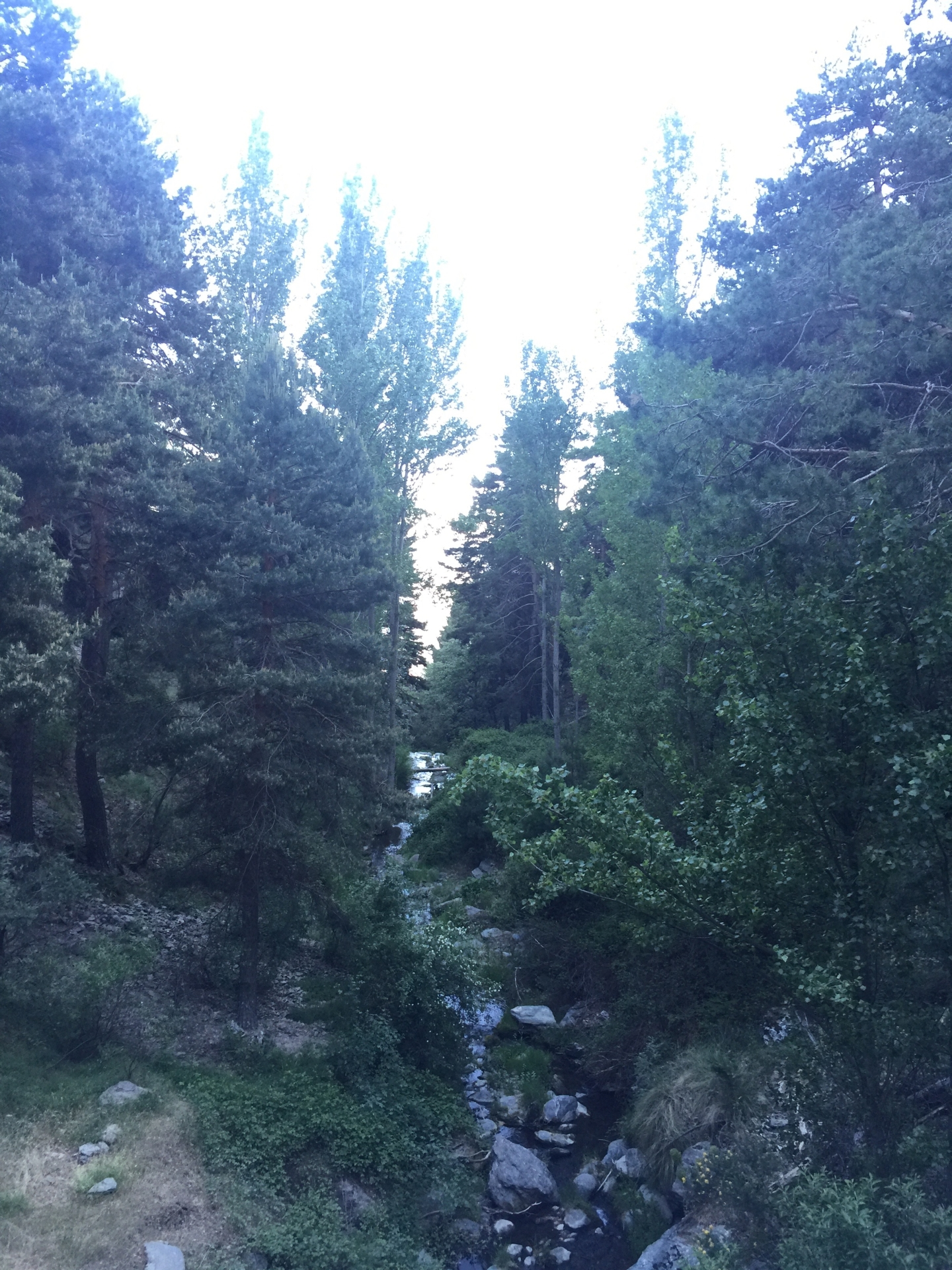
Le Chico (es)
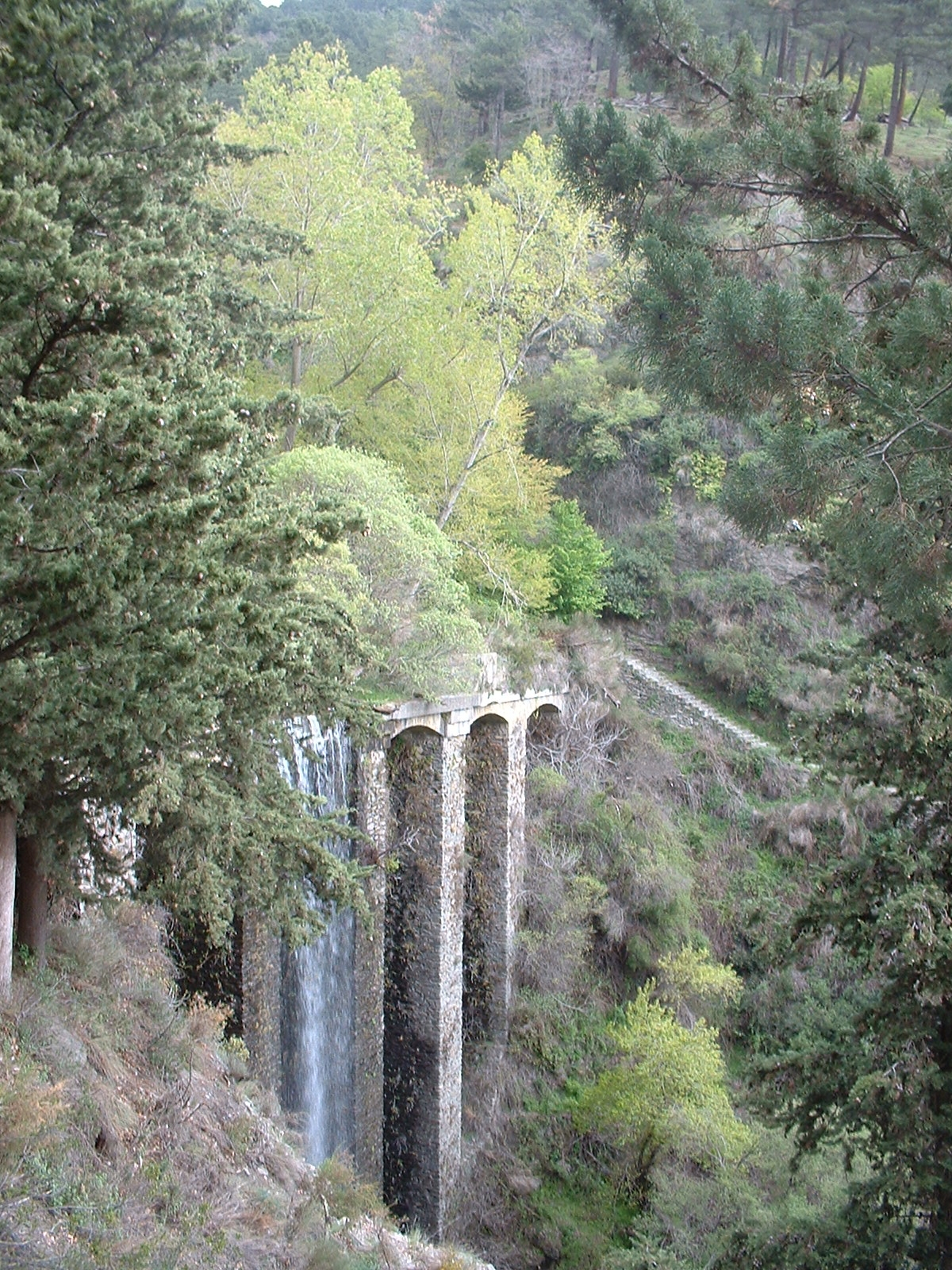
Barrage sur le Chico entre Cañar et Soportújar

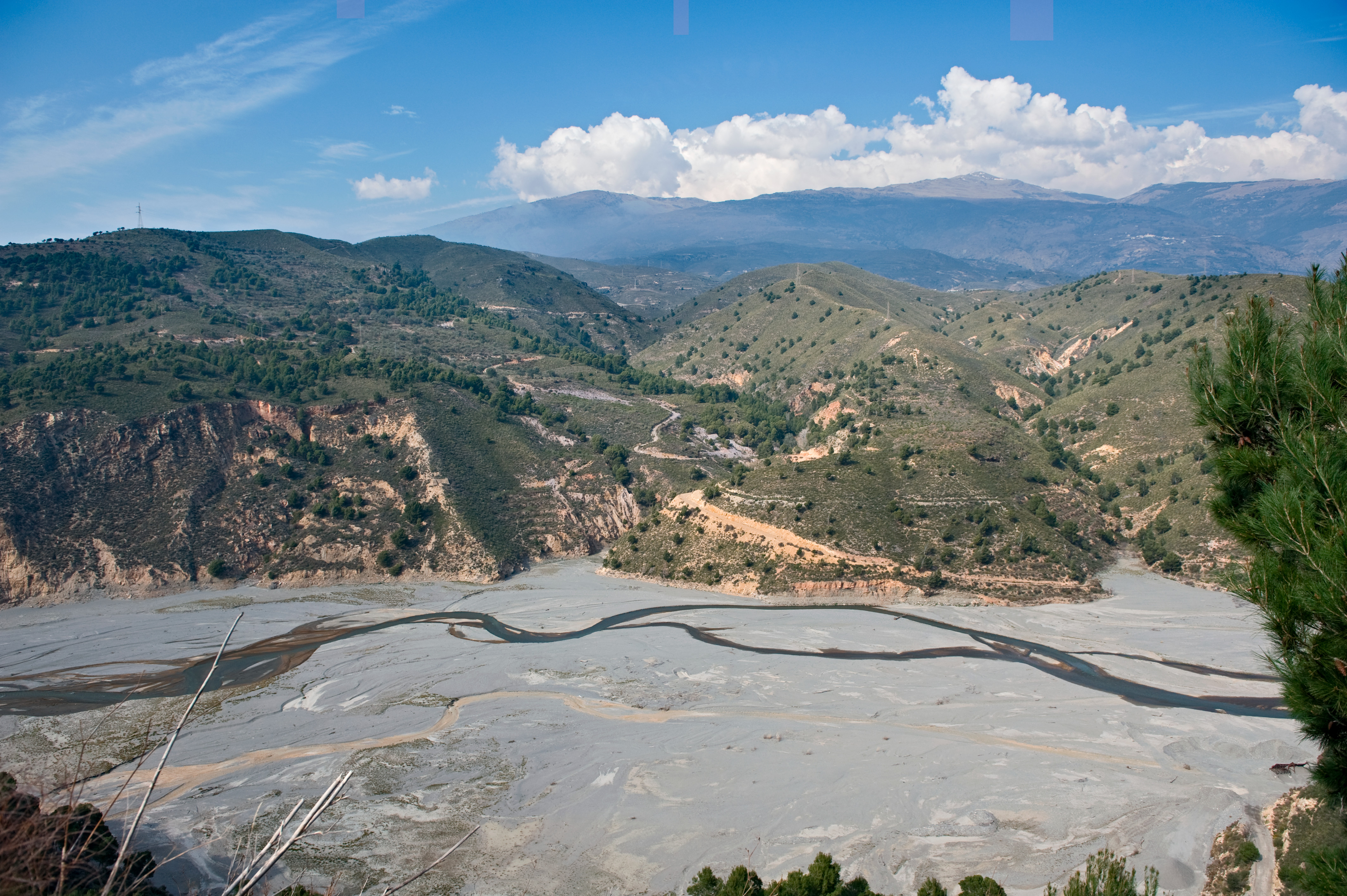
Le Guadalfeo
dans la sierra de Lújar

Le réservoir de Rules (es) est partagé entre Lanjarón, Orgiva, Vélez de Benaudalla et El Pinar.

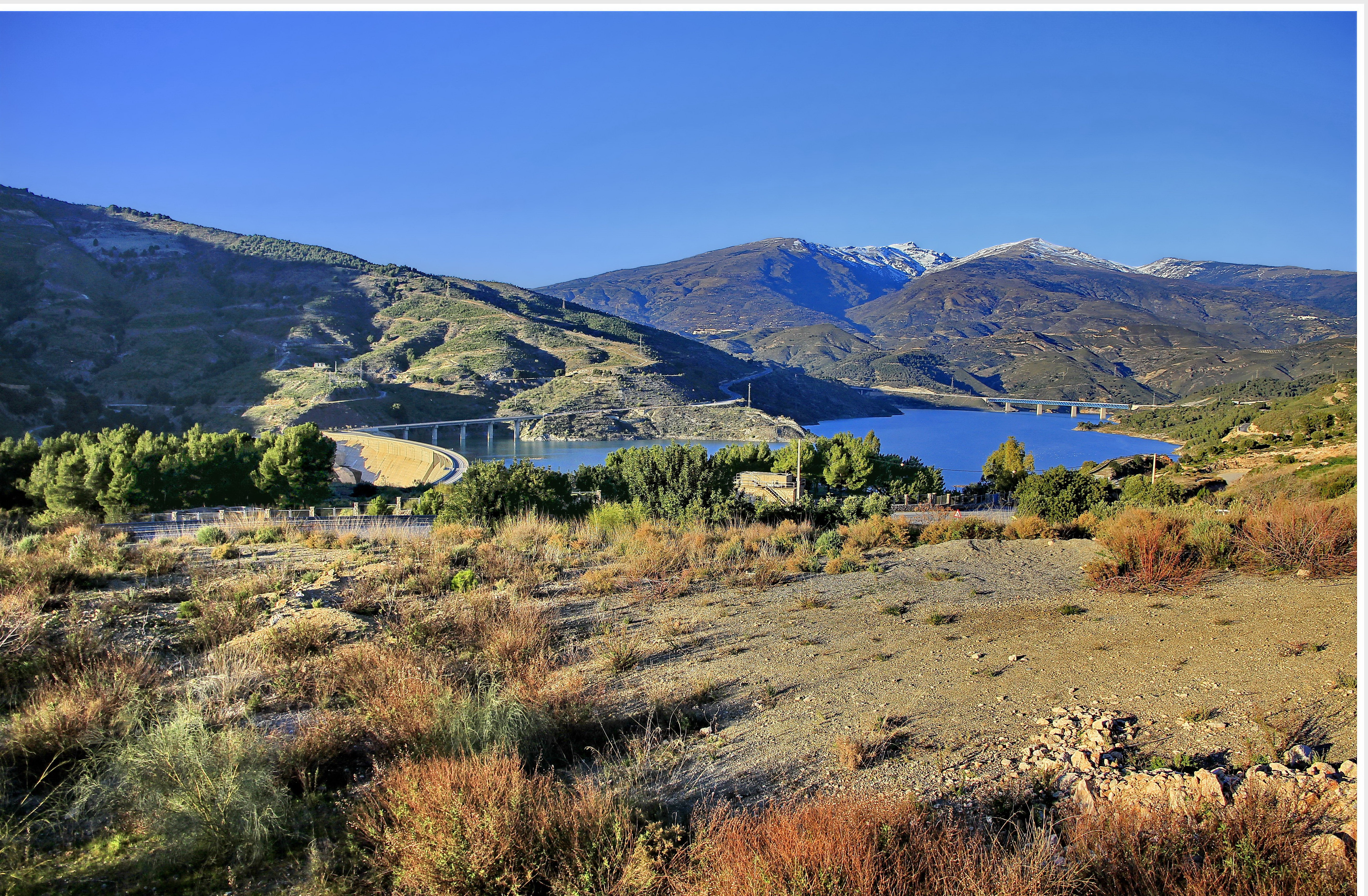
Réservoir de Rules (es)
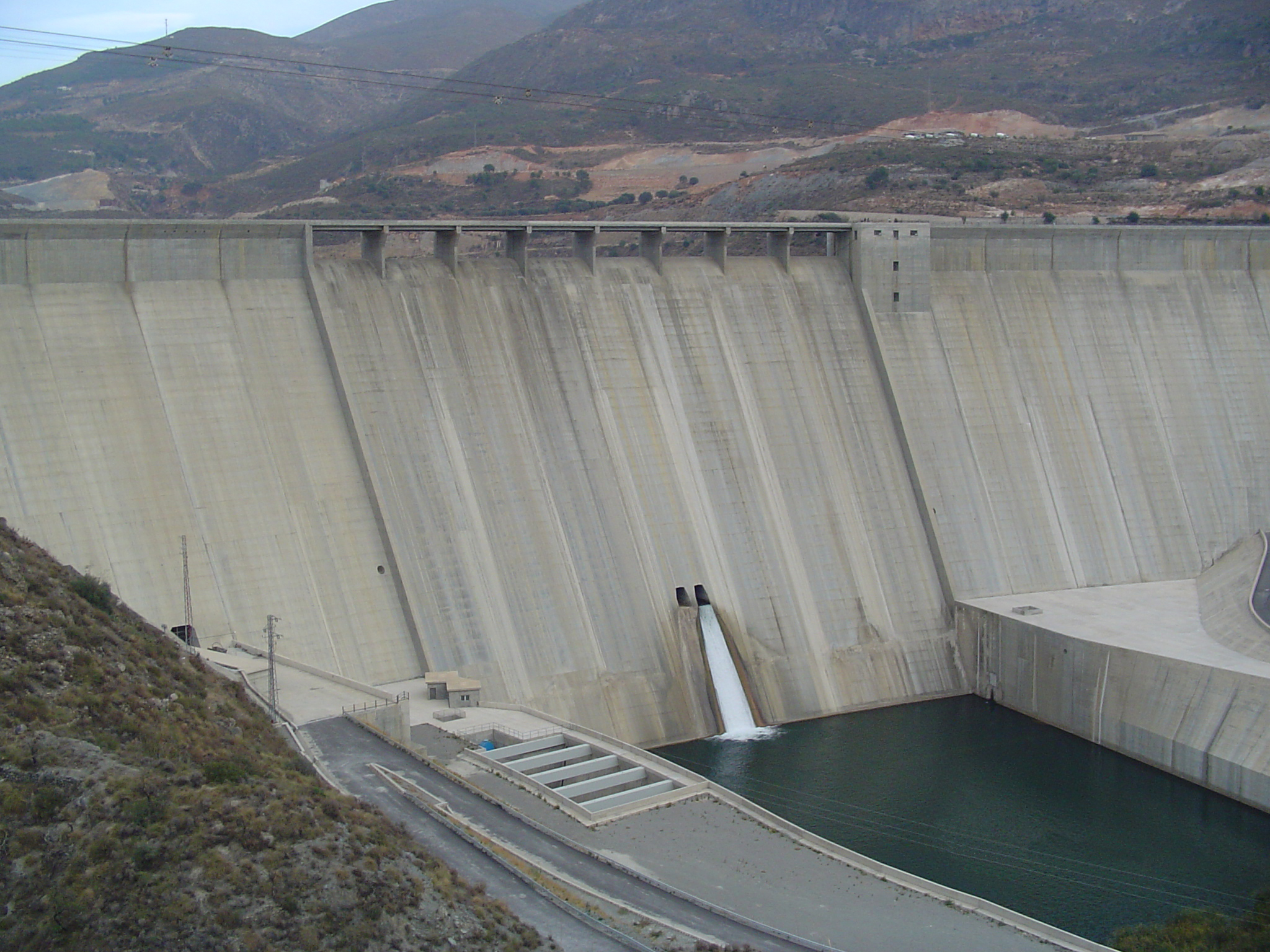
Barrage du réservoir de Rules (es)